# 4065 Meinel
4065 Meinel је астероид главног астероидног појаса чија средња удаљеност од Сунца износи 2,267 астрономских јединица (АЈ).
Апсолутна магнитуда астероида је 14,1.